# Крутова, Нинель Васильевна
Нинель Васильевна Крутова (до замужества Беззаботнова; род. 3 января 1926, Киев, Украинская ССР) — советская спортсменка, многократная чемпионка СССР, чемпионка Европы (1958) и призёр Олимпийских игр (1960) по прыжкам в воду. Заслуженный мастер спорта СССР (1958). Награждена орденом «Знак почёта».

## Биография
Родилась 3 января 1926 года в Киеве.
В возрасте 11 лет начала заниматься плаванием. Потом увлеклась прыжками в воду и перешла в этот вид спорта. В 1949 году впервые стала чемпионкой СССР в прыжках с 10-метровой вышки. В течение долгого времени оставаясь на ведущих позициях в Советском союзе и входя в сборную СССР, не добивалась заметных успехов на международном уровне. Участвовала в Олимпийских играх в Хельсинки и Мельбурне, но не попала на этих соревнованиях в число призёров.
Наиболее значимых достижений в своей спортивной карьере Нинель Крутова смогла добиться после того как в 1958 году начала тренироваться под руководством своей бывшей подруги по сборной СССР Татьяны Петрухиной. В 1958 году на чемпионате Европы по водным видам спорта в Будапеште выиграла золотую медаль в прыжках с трамплина. В 1960 году на Олимпийских играх в Риме завоевала бронзовую медаль в прыжках с вышки, ставшую первой для советских прыгунов в воду.
В 1964 году в возрасте 38 лет Нинель Крутова завершила свою спортивную карьеру. В дальнейшем неоднократно участвовала в ветеранских соревнованиях.
Занимает первое место по продолжительности жизни среди всех призёров Олимпийских игр в истории советского спорта (включая умерших), опередив в 2023 году Виктора Шувалова, умершего в возрасте 97 лет и 124 дней.

## Награды
- Орден «Знак Почёта» (16.09.1960) — за успешные выступления в XVII летних и VIII зимних Олимпийских играх 1960 года, а также за выдающиеся спортивные достижения[5]